# Cecil Roth
Pour les articles homonymes, voir Roth.
Cecil Roth, né le 5 mars 1899 à Londres et mort le 21 juin 1970 à Jérusalem, est un historien britannique.

## Biographie
Cecil Roth est issu d'une famille juive, d'origine polonaise. Il est le fils de Joseph Roth et d'Etty Roth. Il a 4 frères, lui étant le plus jeune.

### Études
Il étudie au Merton College à Oxford et y soutient sa thèse en 1924. 

### Enseignement
Il y est chargé de cours entre 1939 et 1964. Il devient ensuite professeur invité à l'université Bar-Ilan en Israël (1964-1965) et à l'université de la ville de New York (1966-1969).

### Encyclopedia Judaica
Cecil Roth est éditeur de l'Encyclopaedia Judaica de 1965 à sa mort. Son successeur est Geoffrey Wigoder.

## Travaux
Il compte plus de 600 travaux à son actif, parmi lesquels :
- History of the Jews in England (Histoire des Juifs en Angleterre, 1941) ;
- History of the Jews in Italy (Histoire des Juifs en Italie, 1946) ;
- A History of the Marranos (Une histoire des Marranes, 3e édition, 1966) ;
- The Jews in the Renaissance (Les Juifs sous la Renaissance, 1959) ;
- Jewish Art (Art juif, 1961) ;
- The Dead Sea Scrolls (Manuscrits de Qumrân, 1965).